# Gillan's Inn
Gillan's Inn е солов албум на певеца на Deep Purple Иън Гилън. Издаден е по случай 40-а годишнина на Гилън като певец. Първият му вариант е Дуал Диск, от едната страна на който има CD, а на другата DVD. CD-то съдържа презаписани весни от всички периоди от кариерата на Гилън. В скорошно интервю Гилън коментира, че въпреки големия брой участници, това е най-лесният проект, който е осъществявал.
През 2007 г. е издадена делукс-версия, която съдържа бонус песни и разширена версия на оригиналното DVD. Поради грешка в производството в част от дисковете е включена ранна версия на мастърите, съдържаща неиздавана преди това кавър версия на Can I Get a Witness? на Марвин Гей под номер 16 и не са включени концертните бонус песни. Лейбълът предлага на закупилите дефектни копия безплатни копия с правилното съдържание, като собствениците можели да задържат дефектните дискове, които са колекционерска рядкост.
Това издание на CD-то съдържа и нова версия на песента на Deep Purple Demon's Eye, която преди това била включена единствено на DVD-страната.

## Списък на песните

### Оригинална CD-страна
1. „Unchain Your Brain“ с Джо Сатриани, Дон Еъри и Майкъл Лий (оригинална версия от албума на Gillan Glory Road)
2. „Bluesy Blue Sea“ с Яник Герс и Майкъл Лий Джаксън (оригинална версия от албума на Gillan "Magic")
3. „Day Late And A Dollar Short“ с Ули Джон Рот, Рони Джеймс Дио, Дон Хауард и Майкъл Лий (оригинална версия от соло албума на Гилън "Dreamcatcher")
4. „Hang Me Out To Dry“ с Джо Сатриани, Дон Еъри и Майкъл Лий (оригинална версия от соло албума на Гилън Toolbox)
5. „Men Of War“ със Стив Морз, Джони Рзезник и Майкъл Лий Джаксън (оригинална версия от албума на Gillan "Double Trouble")
6. „When A Blind Man Cries“ с Джеф Хиъли, Томи Зи, Джон Лорд, Васил Попадюк и Хауърд Уилсън (оригинална версия от албума на Deep Purple "Machine Head")
7. „Sugar Plum“ с Роджър Глоувър, Иън Пейс, Дийн Хауърд и Дон Еъри (оригинална версия от соло албума на Гилън Dreamcatcher)
8. „Trashed“ с Тони Айоми, Роджър Глоувър & Иън Пейс (оригинална версия от албума на Black Sabbath Born Again)
9. „No Worries“ с Джери Аугъстиняк (неиздавана преди)
10. „Smoke on the Water“ със Стив Морз, Джони Рзезник, Иън Пейс, Роджър Глоувър, Роби Такак и Сим Джоунс (оригинална версия от албума на Deep Purple Machine Head)
11. „No Laughing In Heaven“ с Роджър Глоувър, Иън Пейс и Дон Еъри (оригинална версия от албума на Gillan "Future Shock")
12. „Speed King“ с Джо Сатриани, Дон Еъри, Рик Макгир и Майкъл Лий Джаксън (оригинална версия от албума на Deep Purple Deep Purple in Rock)
13. „Loving On Borrowed Time“ със Стив Морис, Стив Морз, Улрих Джон Рот, Хауърд Уилсън, Яро Яросил, Ник Благона и Мери Джейн Ръсел (оригинална версия от албума на Gillan Naked Thunder)
14. „I’ll Be Your Baby Tonight“ с Джо Елиът, Рон Дейвис, Ред Волкърт, Чарли Куил, Мики Лий Соул и Хауърд Уилсън (неиздаван преди кавър на Боб Дилън)

### Deluxe Tour Edition Bonus Tracks
1. Demon's Eye с Джеф Хиъли, Джон Лорд, Майкъл Лий Джаксън, Родни Апълби и Майкъл Лий (оригинална версия от албума на Deep Purple Fireball – вмъкната под номер 10)
2. Can I Get a Witness? – неиздаван перди кавър на Марвин Гей (включена само в дефектните копия)
3. Have Love Will Travel с Ранди Кук, Майкъл Лий, Дийн Хауърд и Джо Менона (на живо от House of Blues, Анахайм, Калифорния, 14 септември 2006)
4. Wasted Sunsets с Ранди Кук, Майкъл Лий, Дийн Хауърд и Джо Менона (на живо от House of Blues, Анахайм, Калифорния, 14 септември 2006)

|  | Тази страница частично или изцяло представлява превод на страницата Gillan's Inn в Уикипедия на английски. Оригиналният текст, както и този превод, са защитени от Лиценза „Криейтив Комънс – Признание – Споделяне на споделеното“, а за съдържание, създадено преди юни 2009 година – от Лиценза за свободна документация на ГНУ. Прегледайте историята на редакциите на оригиналната страница, както и на преводната страница, за да видите списъка на съавторите. ВАЖНО: Този шаблон се отнася единствено до авторските права върху съдържанието на статията. Добавянето му не отменя изискването да се посочват конкретни източници на твърденията, които да бъдат благонадеждни. |